# Lennart Sass
Lennart Sass (* 17. Januar 2000 in Kiel) ist ein deutscher Para-Judoka. Er trägt den 2. Dan.

## Biografie
Lennart Sass wuchs in Rendsburg mit drei älteren und einer jüngeren Schwester auf. Als Kind trainierte er Judo bis zum grünen Gürtel und spielte später Handball. Mit 16 Jahren brach die Erbkrankheit LHON bei ihm aus und er erblindete innerhalb weniger Wochen. Danach nahm er das Judo wieder auf und trainiert beim Rendsburger TSV v. 1859 e.V. Er kämpft in der Startklasse J1 (blind).
Nach dem Abitur begann er in Kiel Rechtswissenschaften zu studieren und wechselte nach vier Semestern nach Heidelberg, wo er auch am Olympia-Stützpunkt trainiert.

## Karriere
Im Dezember 2022 wird er, wenige Monate nach seinem internationalen Debüt, Vize-Weltmeister beim IBSA World Cup. 2023 folgt der Gewinn des Grand Prix, Vize-Europameister und Bronze bei den World Games. Sass qualifizierte sich für die Sommer-Paralympics 2024 in Paris, wo er im kleinen Finale gegen den Usbeken Schochruch Mamedow Bronze gewann.

## Ehrungen
- nominiert als Sportler des Jahres 2023 Schleswig-Holstein[6]
- 2024: Silbernes Lorbeerblatt[7]

## Erfolge
Weltmeisterschaften
- 2022: 2. Platz Einzel (bis 73 kg)[8]
- 2023: 3. Platz Einzel (bis 73 kg)

Europameisterschaften
- 2022: 2. Platz Einzel (bis 73 kg)
- 2023: 2. Platz Einzel (bis 73 kg)

Paralympics
- 2024: Bronze-Medaille